# اختراق (التحليل الفني)
يحدث الاختراق هو عندما تتجاوز الأسعار منطقة دعم أو مقاومة وتستقر فيها. في مخطط التحليل الفني، يحدث الاختراق عندما يخرج سعر السهم أو السلعة من نمط منطقة. في كثير من الأحيان، يتذبذب السهم أو السلعة بين منطقتي الدعم والمقاومة، وعندما يخترق أيًا منهما، يمكن تحديد الاتجاه الذي يتجه إليه. غالبًا ما يصبح مستوى المقاومة الذي يخترقه السعر مستوى دعم جديدًا، والعكس صحيح. يمكن أن تكون هذه إشارة "شراء" أو "بيع" اعتمادًا على الحاجز الذي اخترقه. 
تُعتبر مستويات الدعم والمقاومة "أقوى" إذا اصطدم بها السهم عدة مرات. في المقابل، من المرجح أن تستمر الأسهم التي تخترق هذه الحواجز "الأقوى" في تحركات ممتدة. ليست الأسهم الأصول الوحيدة التي تتجاوز مستويات الدعم والمقاومة. فأي سوق يُفضله المتداولون الفنيون قد يشهد اختراقات - بما في ذلك السلع والعملات الأجنبية.
يستخدم المتداولون والمستثمرون النشطون الاختراقات السعرية لتحديد الاتجاهات في مراحلها المبكرة. وغالبًا ما تتبعها حركة سعرية وتقلبات متجددة، مما يجعلها بيئة خصبة لإيجاد فرص مربحة.